# 昆明广播电台
昆明广播电台，是中华民国国民政府在云南昆明创建的一家广播电台，1940年8月1日正式播音，是抗战时期中国功率最大的广播电台，呼号“XPRA”。

## 概况
1937年全面抗战爆发后，中国广播事业遭受重大损失。到1938年底，中国官方的广播电台仅剩六七座，总功率不到11千瓦。为“以资宣传，而利国防”，当时的国民政府中央广播事业管理处决定在“西南边陲，且为国际路线之要隘”的昆明设置强力广播电台，并择定昆明西普坪村为装机之所，市郊潘家湾（今人民西路94号）为发音及办公地址。1940年8月1日，昆明广播电台正式播音，发射功率为50千瓦，为当时中国功率最大的广播电台。据昆明广播电台首任传音科长张迪青回忆，当时为了防止日军轰炸，发射机房为半地下建筑，树石成林，易于隐蔽。机房建筑用三尺厚的钢筋水泥，可抵500磅炸弹的袭击。
抗战期间，昆明广播电台除国语及粤语、厦门语、台湾语、沪语等汉语方言的节目外，还先后开播了英语、法语、越南语、缅甸语、日语、马来语、泰语等外语节目。每一种外语节目和汉语方言节目，均是为了抗战国际宣传，对抗日本广播战而设立。
另外，昆明广播电台也与苏联、美国、英国等同盟国广播电台进行交流，适时转播美国之音和旧金山电台（KWLD）等国外电台的广播，还开办了对华盟军广播。昆明电台也经常与重庆的中央广播电台、国际广播电台互相转播节目，而很多时候是中央台和国际台转播昆明电台的节目，某种意义上昆明台取代了重庆两台的宣传作用。
除了激励民族精神、宣传抗日救国外，昆明电台也直接参加了抗战的军事行动。昆明电台与中美空军密切合作，按照对日空战需要随时打开广播为盟军飞机导航。
1949年12月，时任中华民国云南省主席卢汉宣布“云南起义”，投向新成立的中华人民共和国政府，昆明广播电台被中共接管。次年3月4日更名为“云南人民广播电台”。

## 旧址
原昆明广播电台发音室和发射台两处旧址，至今保存完好，是中国绝少数完整保存至今的抗战广播旧址。其中人民西路94号潘家湾的昆明广播电台发音室旧址现已成为云南省广电局宿舍大院第23幢楼，现由云南音像出版社使用，于2014年9月公布为第六批昆明市文物保护单位。位于原昆明水泥厂一处废弃厂房内的发射机房于2014年被发现，并于当年7月29日披露。